# 信濃町立信越病院
信濃町立信越病院（しなのちょうりつしんえつびょういん）は、長野県信濃町にある医療機関。

## 概要
1955年（昭和30年）に柏原病院（一般病床25床）として開設された。その後、1960年（昭和35年）に信濃町病院、1962年（昭和37年）に信濃町立信越病院となった。
1971年（昭和46年）に町役場近くに病院建物が竣工。
その後、約50年が経過し老朽化が著しくなり、約900m西の旧柏原小学校跡地に移転することになった。2025年度（令和7年度）4月頃の開院を目標としている。

## 沿革
- 1955年（昭和30年）7月1日 – 柏原病院として開設
- 1960年（昭和35年） - 信濃町病院に改称[1]
- 1962年（昭和37年） - 信濃町立信越病院に改称[1]
- 1971年（昭和46年） - 町役場近くに病院建物が竣工[1]

## 診療科目
- 総合診療科
- 漢方外来
- 内科
- 禁煙外来
- 外科

- 脳神経外科
- 整形外科
- 眼科
- 耳鼻咽喉科
- リハビリテーション科

## 所在地
- 〒389-1305 長野県上水内郡信濃町大字柏原380

## 交通
- しなの鉄道：黒姫駅下車徒歩10分。
- 上信越自動車道信濃町ICから約5分。